# Zheng Ji (dinastija Han)
Zheng Ji (kineski: 鄭吉,郑吉, Cheng Chi), (? - 49. pr. Kr.) bio je kineski general rodom iz Shaoxinga u Zhejiangu. Služio je Zapadnoj dinastiji Han i postao poznat po uspjesima protiv Xiongnua, nakon kojih je 60.  pr. Kr. imenovan za prvog Generalnog protektora Zapadnih oblasti.

## Unutarnje poveznice
- Bitka kod Jushija